# کامی‌ایزومی نوبوتسونا
کامی‌ایزومی نوبوتسونا (به ژاپنی: 上泉 信綱 Kamiizumi Nobutsuna); تقریبی 1508 – 1572 یا 1577) سامورایی اهل ژاپن بود.